# 渡瀬結月
渡瀬 結月（わたせ ゆづき、2003年2月18日 - ）は、日本の女性声優、響所属。

## 略歴
小学校時代に母が観ていた『鋼の錬金術師』で主人公のエドワード・エルリックを朴璐美が演じおり、その時に「女性が演じている」とわかった瞬間に「ウソじゃん……」と思い、職業としての声優を意識しはじめる。中学時代から日本ナレーション演技研究所ジュニア科に入所して3年間芝居を教わった。入所した年に新設されたアナウンス部も3年間続けていた。その頃から声優になる道しか見えていなく、ほかになりたいものがなかった。ディズニーが好きで、「テーマパークのキャストになりたい」という夢もあったが、声優のほうがなれるという確信があり、それしかなかったことから突っ走っていたような感じだった。その頃によく観ていたり、影響を受けたりした作品は『モブサイコ100』。
高校1年生の1年間だけ、同ナレーション演技研究所とは別の養成所に通っていたが、そこではご縁がなくそういった流れもあり、高校2年生の時は何もしない年だった。しばらく芝居から離れており、部活は芝居とは関係のない写真部だった。その時期に「アニメや声優は一度諦めようかな」と思っていたものの、断念できなかった。
2020年4月、『D4DJ』のユニット「Lyrical Lily」キャストオーディションにて「竹下みいこ」役に合格。同月27日、先述のオーディションに合格した深川瑠華と共に響所属となる。当時のそのオーディションではブランクが1年あったため、通るとは思っていなかった。お金がほとんどかからなかったことからそのオーディションを受けていた。その時に渡瀬は養成所の費用を払っていた両親に申し訳ないと思っていた。その最終審査で木谷高明に今までの境遇を話していたところ木谷から「まだ諦めるには早いよ」と言ってもらい、渡瀬は「そうか！」と思ったこともあり、「絶対に声優になりたい！」という気持ちが強くなったという。
2021年5月14日、響と同じブシロードグループの女子プロレス団体「スターダム」のリングアナウンサーとして初コール。

## 人物
特技はエレクトーン、沢山食べること、両利き。趣味は写真、お菓子作り、歌。

## 出演
太字はメインキャラクター。

### テレビアニメ
2021年
- ぷっちみく♪ D4DJ Petit Mix（竹下みいこ）
- 擾乱 THE PRINCESS OF SNOW AND BLOOD
- D_CIDE TRAUMEREI THE ANIMATION（カズハ）
- 進化の実〜知らないうちに勝ち組人生〜（生徒）

2023年
- D4DJ All Mix（竹下みいこ）
- BanG Dream! シリーズ（2023年 - 2025年、若葉睦 / モーティス、モーティス (ナレーター)、モーティス (みなみ)、モーティス (隆文)、モーティス (ギター)、モーティス (クマ)、モーティス (ネコ)、モーティス (ペンギン)、モーティス (九官鳥)、モーティス (蛍)、モーティス (クラゲ)、モーティス (ハリネズミ)、モーティス (ニワトリ)） - 2シリーズ
- 聖者無双〜サラリーマン、異世界で生き残るために歩む道〜（冒険者）
- うちの会社の小さい先輩の話（女の子C）
- 君のことが大大大大大好きな100人の彼女（子どもB）

2024年
- ヴァンパイア男子寮（女性客B・A、女性A、おねえさまC、モブ浴衣女、カップル女 他）
- シャドウバースF（信者たち）
- カードファイト!! ヴァンガード Divinez（2024年 - 2025年、西園寺ユナ） - 2シリーズ
- ダンジョンの中のひと（木のモンスター）

### 劇場アニメ
- 劇場版 Re:STARS 〜未来へ繋ぐ2つのきらぼし〜（2023年、ルリ）
- 劇場版 BanG Dream! It's MyGO!!!!! 前編：春の陽だまり、迷い猫（2024年、若葉睦）

### ゲーム
2020年
- クイズRPG 魔法使いと黒猫のウィズ（オーリア・スリーピィ）

2021年
- D4DJ Groovy Mix（2021年 - 2023年、竹下みいこ）
- ブラウンダスト（イセリン）

2022年
- 小林さんちのメイドラゴン 炸裂!!ちょろゴン☆ブレス（敵キャラクター）

2023年
- バンドリ！ガールズバンドパーティ！（若葉睦）

2024年
- 逆転オセロニア（フィアラサムリ）

2025年
- PROGRESS ORDERS（ギュギュ）

### 舞台・朗読劇
- 舞台「初等教育ロイヤル」（2020年12月 - 2021年1月、山本さん[要出典]）
- 朗読劇「箱庭同窓会」（2021年3月、笹森楓）[要出典]
- 朗読劇「りーでぃんぐ☆ぱーてぃー vol.10」（2021年6月23日 - 27日[20]）
- 舞台 Lyrical Lily「千リ！の道も一歩から」（2022年6月28日 - 7月3日、竹下みいこ）[21]
- 舞台 D4DJ「有栖川学院文化祭 LIVE STAGE」（2023年4月30日 - 5月7日）[22]
- 『マッチングアプリ:アップルボム(仮)』（2023年7月26日-30日、シアターサンモール）- コー
- キミに贈る朗読会「きれいで かわいい きみがすき」（2024年2月12日、MsmileBOX渋谷[23]）

### デジタルコミック
- 桜井さんは気づいてほしい（2021年、クラスメイト[24]）
- どれが恋かがわからない（2022年、学生 他[25]）
- 嘘婚ロマン 契約結婚のはずなのに、クールな旦那様に溺愛されています（2023年）[26]

### 配信
- ゆづるかのレッツ！ヴァイスシュヴァルツ!!（2021年4月- 、Youtube[27]）
- おりんとゆづむんの「ドリームクラス」（OPEN REC TV　2022年8月ー）[28]

### CM
- カードファイト!! ヴァンガード overDress（ブシロード）「リリカルモナステリオ」（Lyrical Lilyとして実写出演）[29]

### 映画
- 家出レスラー（2024年5月17日、ブシロードムーブ）[30] ※声の出演

### その他の出演
- スターダム（2021年 - 、リングアナウンサー）
- オーディオブック「流浪の月」（2023年、泉[31]）
- パチスロ L D4DJ Pachi-Slot Mix（2024年、竹下みいこ[32]）

## ディスコグラフィ

### キャラクターソング
| 発売日   | 商品名                                                      | 歌                                                                                 | 楽曲 | 備考                                           |
| 2020年   | 2020年                                                      | 2020年                                                                             | 2020年 | 2020年                                         |
| -------- | ----------------------------------------------------------- | ---------------------------------------------------------------------------------- | --- | ---------------------------------------------- |
| 6月24日  | Cosmic CoaSTAR                                              | Lyrical Lily                                                                       | 「汚れっちまった悲しみの色」 | 『D4DJ』関連曲                                 |
| 12月16日 | 吾輩よ猫であれ                                              | Lyrical Lily                                                                       | 「吾輩よ猫であれ」 「銀河鉄道の夜に」 | 『D4DJ』関連曲                                 |
| 2021年   |                                                             |                                                                                    | |                                                |
| 1月20日  | D4DJ Groovy Mix カバートラックス vol.1                      | Lyrical Lily                                                                       | 「ふ・れ・ん・ど・し・た・い」 「タッチ」 | ゲーム『D4DJ Groovy Mix』関連曲                |
| 2月24日  | ぐるぐるDJ TURN!!                                           | D4DJ ALL STARS                                                                     | 「LOVE!HUG!GROOVY!!」 | ゲーム『D4DJ Groovy Mix』主題歌                |
| 7月21日  | D4DJ Groovy Mix カバートラックス vol.2                      | Lyrical Lily                                                                       | 「創傷イノセンス」 「Shiny Smily Story」 | ゲーム『D4DJ Groovy Mix』関連曲                |
| 8月18日  | プティプランス                                              | Lyrical Lily                                                                       | 「プティプランス」 「Magiの贈り物」 | 『D4DJ』関連曲                                 |
| 8月28日  | なんてカラフルな世界！[D4DJ Remix]                          | D4DJ ALL STARS                                                                     | 「なんてカラフルな世界！[D4DJ Remix]」 | ゲーム『D4DJ Groovy Mix』関連曲                |
| 11月24日 | 冒険王！                                                    | Lyrical Lily                                                                       | 「冒険王！」 「ねむり姫」 | 『D4DJ』関連曲                                 |
| 11月24日 | D4DJ 6ユニット3rd Single連動購入特典CD                      | D4DJ ALL STARS                                                                     | 「ぷっちみくパーチナィ！」 | 『D4DJ』関連曲                                 |
| 11月24日 | D4DJ 6ユニット3rd Single連動購入特典CD C ver.               | Lyrical Lily                                                                       | 「ぷっちみくパーチナィ！」 | 『D4DJ』関連曲                                 |
| 2022年   |                                                             |                                                                                    | |                                                |
| 1月26日  | D4DJ Groovy Mix カバートラックス vol.3                      | Lyrical Lily                                                                       | 「赤いスイートピー」 「男の勲章」 | ゲーム『D4DJ Groovy Mix』関連曲                |
| 4月27日  | D4DJ Groovy Mix カバートラックス vol.4                      | Lyrical Lily                                                                       | 「太陽のflare sherbet」 「サクラサク」 | ゲーム『D4DJ Groovy Mix』関連曲                |
| 6月29日  | Lyrical Anthology A ver.                                    | Lyrical Lily                                                                       | 「月に萌える」 「ライム畑でつかまえて」 「Journey to the West」 「Happy Prince」 「夢十Yah!」 「人間合格!!!!」 「銀河鉄道の夜に (Lyrical Anthology Remix)」 | 『D4DJ』関連曲                                 |
| 6月29日  | Lyrical Anthology B ver.                                    | Lyrical Lily                                                                       | 「ねむり姫 (Lyrical Anthology Remix)」 | 『D4DJ』関連曲                                 |
| 7月20日  | D4DJ Groovy Mix カバートラックス vol.5                      | Lyrical Lily                                                                       | 「ギミー!レボリューション」 「1st Priority」 | ゲーム『D4DJ Groovy Mix』関連曲                |
| 10月26日 | D4DJ Groovy Mix カバートラックス vol.6                      | Lyrical Lily                                                                       | 「Agapё」 「ぼなぺてぃーと♡S」 | ゲーム『D4DJ Groovy Mix』関連曲                |
| 2023年   |                                                             |                                                                                    | |                                                |
| 1月25日  | D4DJ Groovy Mix カバートラックス vol.7                      | Lyrical Lily                                                                       | 「アンダーカバー (TeddyLoid Remix)」 「ラブ・ストーリーは突然に」                                                                                           | ゲーム『D4DJ Groovy Mix』関連曲                |
| 2月15日  | Maihime                                                     | Lyrical Lily                                                                       | 「Maihime」 | テレビアニメ『D4DJ All Mix』オープニングテーマ |
| 2月15日  | Maihime                                                     | Lyrical Lily                                                                       | 「春とショコラ」 | テレビアニメ『D4DJ All Mix』挿入歌             |
| 6月14日  | サーカスへようこそ                                          | Lyrical Lily                                                                       | 「サーカスへようこそ」 「White Margaret」 | 『D4DJ』関連曲                                 |
| 7月12日  | D4DJ Groovy Mix カバートラックス vol.8                      | Lyrical Lily                                                                       | 「にゃんだーわんだーデイズ」 「撲殺天使ドクロちゃん」 | ゲーム『D4DJ Groovy Mix』関連曲                |
| 9月13日  | Alea jacta est                                              | Ave Mujica                                                                         | 「黒のバースデイ」 「ふたつの月 〜Deep Into The Forest〜」 「Choir ‘S’ Choir」 「神さま、バカ」 「Mas?uerade Rhapsody Re?uest」 「Ave Mujica」              | 『BanG Dream!』関連曲                          |
| 10月4日  | Hello World                                                 | Lyrical Lily                                                                       | 「Snow Black」 「IFの踊子」 「人間合格!!!!（Hello World Remix）」 「冒険王！（ビッグでバンなアラウンド！ Remix）」                                          | 『D4DJ』関連曲                                 |
| 12月20日 | D4DJ EXCLUSIVE TRACKS                                       | Photon Maiden×Lyrical Lily                                                         | 「妙なる星と」 | テレビアニメ『D4DJ All Mix』挿入歌             |
| 12月20日 | D4DJ EXCLUSIVE TRACKS                                       | D4DJ ALL STARS                                                                     | 「LOVE!HUG!GROOVY!! +nova」 | ゲーム『D4DJ Groovy Mix』関連曲                |
| 12月20日 | D4DJ EXCLUSIVE TRACKS                                       | Lyrical Lily                                                                       | 「汚れっちまった悲しみの色（t+pazolite Remix）」 | ゲーム『D4DJ Groovy Mix』関連曲                |
| 2024年   |                                                             |                                                                                    | |                                                |
| 1月10日  | 真夏の朝の夢                                                | Lyrical Lily                                                                       | 「真夏の朝の夢」 「わんわんとチョコレイト工場」 | ゲーム『D4DJ Groovy Mix』関連曲                |
| 4月24日  | D4DJ Groovy Mix カバートラックス vol.9                      | Lyrical Lily                                                                       | 「ユニバーページ」 「adrenaline!!!」 | ゲーム『D4DJ Groovy Mix』関連曲                |
| 5月22日  | D4DJ XROSS∞BEAT                                             | Happy Around!×Lyrical Lily                                                         | 「世界の夜明けと半熟ワンダーランド」 | ゲーム『D4DJ Groovy Mix』関連曲                |
| 5月22日  | D4DJ XROSS∞BEAT                                             | Merm4id×Lyrical Lily                                                               | 「メタモルフォーゼ」 | ゲーム『D4DJ Groovy Mix』関連曲                |
| 2025年   |                                                             |                                                                                    | |                                                |
| 1月22日  | Lyrical Recollection                                        | Lyrical Lily                                                                       | 「夏休み」 「いたずら白書」 「注文の多い文化祭」 「千リ一リ物語」                                                                                           | 『D4DJ』関連曲                                 |
| 3月5日   | SUPERSTAR                                                   | Happy Around!・Peaky P-key・Photon Maiden・Merm4id・燐舞曲・Lyrical Lily・UniChØrd | 「SUPERSTAR」 | ゲーム『D4DJ Groovy Mix』関連曲                |
| 3月5日   | D4DJ Groovy Mix カバートラックス Extra Edition Lyrical Lily | Lyrical Lily                                                                       | 「ギャラクシー☆ばばんがBang!」 「私、アイドル宣言」 | ゲーム『D4DJ Groovy Mix』関連曲                |
| 3月5日   | D4DJ Groovy Mix カバートラックス Extra Edition Lyrical Lily | 竹下みいこ（渡瀬結月）                                                             | 「新宝島」 |                                                |